# Viticoltura in Ungheria
La viticoltura in Ungheria ha una lunga e affascinante tradizione che affonda le radici nell'antichità risalendo addirittura all'epoca romana. Già i Celti e i Romani erano attratti dalle terre ungheresi per le sue condizioni climatiche e geografiche ideali per la coltivazione della vite. Nel corso dei secoli la viticoltura ungherese ha subito numerosi alti e bassi, ma oggi il paese è rinomato per la qualità dei suoi vini che spaziano dai celebri vini dolci di Tokaji, come il Tokaji Aszú, ai robusti rossi prodotti in regioni come Villány e Eger. Le terre ungheresi, caratterizzate da un clima continentale e suoli variegati, sono oggi oggetto di rinnovato interesse sia a livello nazionale che internazionale grazie anche alla riscoperta di varietà autoctone uniche e alla crescente attenzione per la qualità della produzione vinicola.

## Storia
Le prime tracce archeologiche relative alla viticoltura in Ungheria risalgono al I secolo a.C., attribuite ai Celti. Con l'espansione dell'Impero Romano, la regione del Bacino dei Carpazi, inclusa la Pannonia (l'odierna Transdanubio), divenne un'importante area vitivinicola. L'imperatore Domiziano nel 92 d.C. vietò la produzione di vino nella zona a causa della concorrenza con i vini italiani, ma l'imperatore Marco Aurelio Probo revocò il divieto nel 282 d.C. favorendo la ripresa della viticoltura. Durante il Medioevo l'arrivo di ordini monastici e coloni da Italia, Borgogna, Angiò e valle del Reno arricchì ulteriormente la tradizione vinicola ungherese.

## Clima
L'Ungheria si trova tra il 46° e il 49° parallelo, la stessa latitudine di molte rinomate regioni vinicole francesi. Il clima è continentale caratterizzato da estati calde e inverni freddi con precipitazioni moderate. La presenza di suoli vulcanici e calcarei, soprattutto nelle regioni collinari, offre condizioni ideali per la viticoltura conferendo ai vini un carattere distintivo

## Regioni vitivinicole

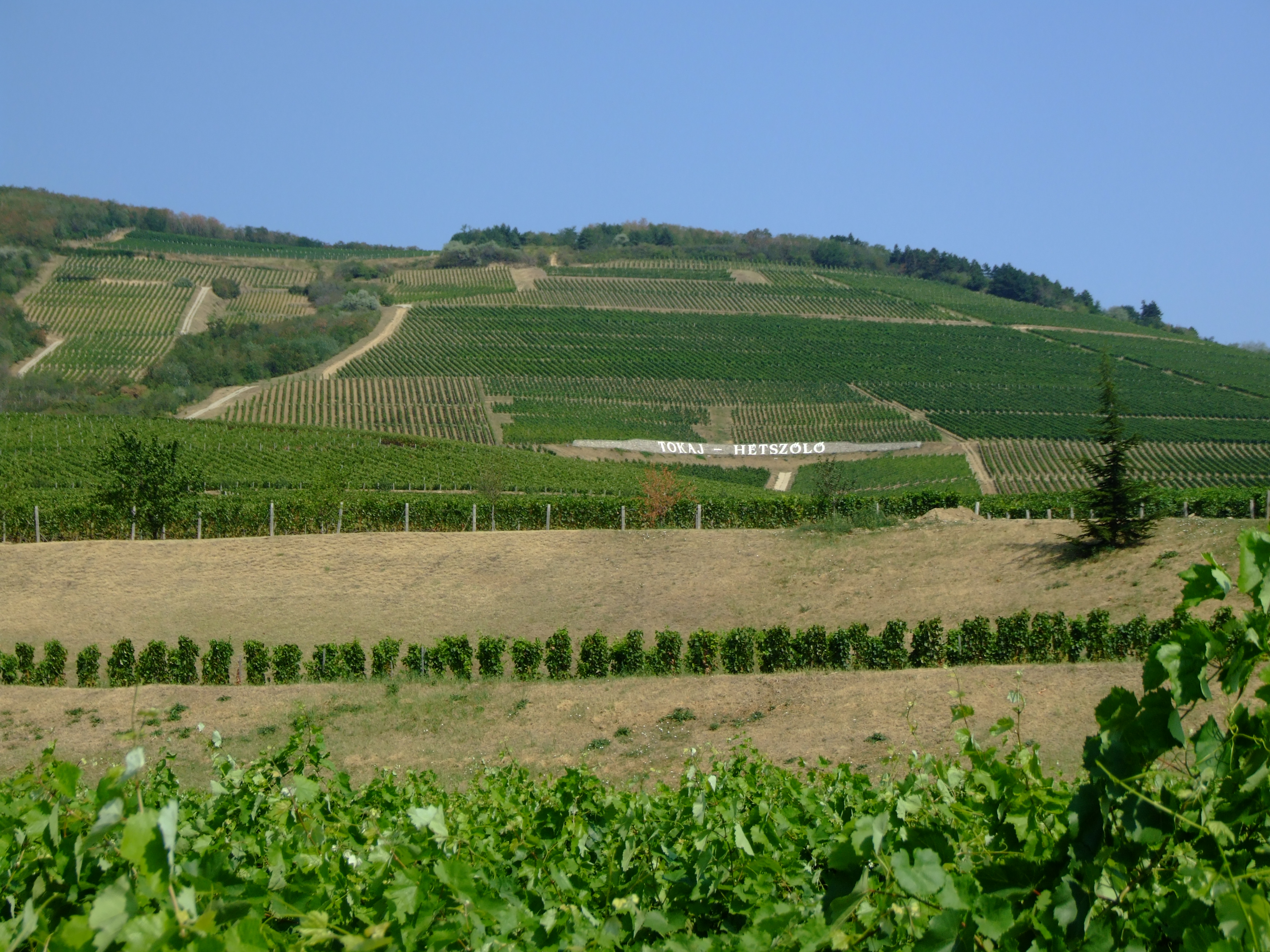
Un vigneto di Tokaj

L'Ungheria conta 22 regioni vinicole ufficiali, tra le quali spiccano:
- Tokaj, famosa per il Tokaji Aszú, un vino dolce ottenuto da uve botritizzate, considerato uno dei migliori vini da dessert al mondo.
- Eger, conosciuta per l'Egri Bikavér ("Sangue di Toro"), un blend rosso corposo, e l'Egri Csillag ("Stella di Eger"), un blend bianco aromatico.
- Villány, rinomata per i suoi vini rossi robusti, in particolare quelli a base di Cabernet Franc e Kékfrankos.
- Somló, una delle più piccole regioni vinicole celebre per i suoi vini bianchi minerali prodotti su suoli vulcanici[1].

## Vitigni
L'Ungheria coltiva sia varietà autoctone che internazionali. Tra le uve bianche autoctone si distinguono:
- Furmint, principale varietà del Tokaj, utilizzata sia per vini secchi che dolci.
- Hárslevelű, conferisce aromi floreali e note di miele ai vini.
- Olaszrizling, nota per la sua versatilità e diffusione in diverse regioni.

Tra le uve rosse autoctone:
- Kékfrankos, conosciuta anche come Blaufränkisch, produce vini fruttati con buona acidità.
- Kadarka, tradizionalmente utilizzata nel blend dell'Egri Bikavér, offre vini leggeri e speziati[2].

## Vini
Oltre al celebre Tokaji Aszú, l'Ungheria produce una vasta gamma di vini:
- Egri Bikavér, un blend rosso che deve contenere almeno tre varietà, con una percentuale minima del 50% di uve autoctone come Kékfrankos o Kadarka.
- Egri Csillag, un blend bianco composto da almeno quattro varietà, con almeno il 50% di uve autoctone come Leányka, Furmint e Hárslevelű.
- Vini di Villány, rossi strutturati, spesso a base di Cabernet Franc, Merlot e Kékfrankos.
- Vini di Somló, bianchi minerali prodotti da varietà come Juhfark e Furmint.[6]

## Normative
L'Ungheria ha una lunga tradizione nella regolamentazione della viticoltura. Il Tokaj è riconosciuto come la prima regione vinicola al mondo ad aver ottenuto una delimitazione ufficiale, nel 1737. Oggi le regioni vinicole ungheresi seguono normative che disciplinano le varietà autorizzate, le pratiche viticole e le tecniche di vinificazione, garantendo la qualità e l'autenticità dei vini prodotti.